# Дом купца Кушакова
Дом купца Кушакова — четырёхэтажное жилое здание с коммерческими помещениями в Выборге. Занимающий угловой участок на пересечении Ленинградского шоссе и Ильинской улицы многоквартирный дом в национально-романтическом стиле с использованием приёмов неоготики включён в перечень памятников архитектуры.

## История
Территория участка, на котором расположен дом, была обжита уже в конце XVIII века. Она относилась к Петербургскому форштадту — одному из исторических предместий Выборга, оформившемуся в XVIII веке. В деревянной застройке предместья заметное место занимали выстроенные на Большой улице (Петербургской дороге) внушительные дома, принадлежавшие русским купцам. Согласно городскому плану 1850 года, участок был в собственности купца Шушина, представителя богатого выборгского семейства.
Затем, после смены нескольких владельцев, участок был приобретён Исааком Кушаковым (1856-1908), зажиточным выборгским предпринимателем еврейского происхождения (у Исаака и Анны Кушаковых было девять детей, из которых впоследствии наибольшую известность приобрел Донуард Кушаков, основатель компании «Куусакоски»).
Исаак Кушаков, занимавшийся торговлей и кожевенным делом, в 1879 году открыл в городе магазин. К тому времени деревянная малоэтажная застройка бывшего форштадта в соответствии с городским планом 1861 года, разработанным выборгским губернским землемером Б. О. Нюмальмом, после сноса устаревших укреплений Рогатой крепости уступала место каменному многоэтажному строительству. Заказы на застройку участка Кушакова получили архитекторы Алекс Рути и Герхард Сольберг, женившийся на сестре торговца. В 1894 году по проекту Рути был построен кирпичный склад в глубине участка, а по проекту Сольберга — одноэтажный деревянный дом по Ильинской улице. А на углу Петербургской и Ильинской улиц в 1904 году по проекту Сольберга было возведено четырёхэтажное каменное здание (по предположениям исследователей, при строительстве могли быть использованы части более ранних построек). Нижний этаж отводился под коммерческие нужды, а верхние предназначены для жилья. Выполненный с использованием приёмов немецкой неоготики симметричный гладко оштукатуренный фасад, оформленный в стиле национального романтизма, стал, по мнению исследователей, украшением города. Угол дома выделен эркером шестиугольной конфигурации, завершающимся башенкой с остроконечным завершением кровли. Стилизация эркера под крепостную башню поддерживается формой его окон, напоминающих бойницы. Боковые части фасадов со слабо выступающими ризалитами завершаются ступенчатыми фронтонами — зубчатыми щипцами. «Готический» колорит усиливается имитацией фахверка в средней части фасада и фризом — резным узором — в верхней.
После смерти Исаака Кушакова семья разъехалась, и новым владельцем здания акционерное общество «Ахиллес». С этого времени в доме, помимо квартир и магазинов, размещались различные предприятия и организации, в том числе службы «Армии спасения». В связи с этим с 1932 года в течение двух лет проводилась реконструкция здания, предусматривавшая перепланировку помещений первого этажа с устройством новых входов.
Жилой дом с магазинами получил повреждения в 1944 году в ходе Выборгской операции Великой Отечественной войны, но, в отличие от соседней деревянной постройки Сольберга, сгоревшей в 1940 году, был восстановлен в послевоенное время рабочими завода «Электроинструмент», которые и стали в 1949 году его первыми жильцами. В целом внешний облик фасада сохранился, несмотря на некоторые изменения (в частности, упрощение формы кровли угловой башенки). Назначение помещений также остаётся прежним: верхние этажи занимают квартиры, а нижний — магазины и предприятия общественного питания.

## Изображения

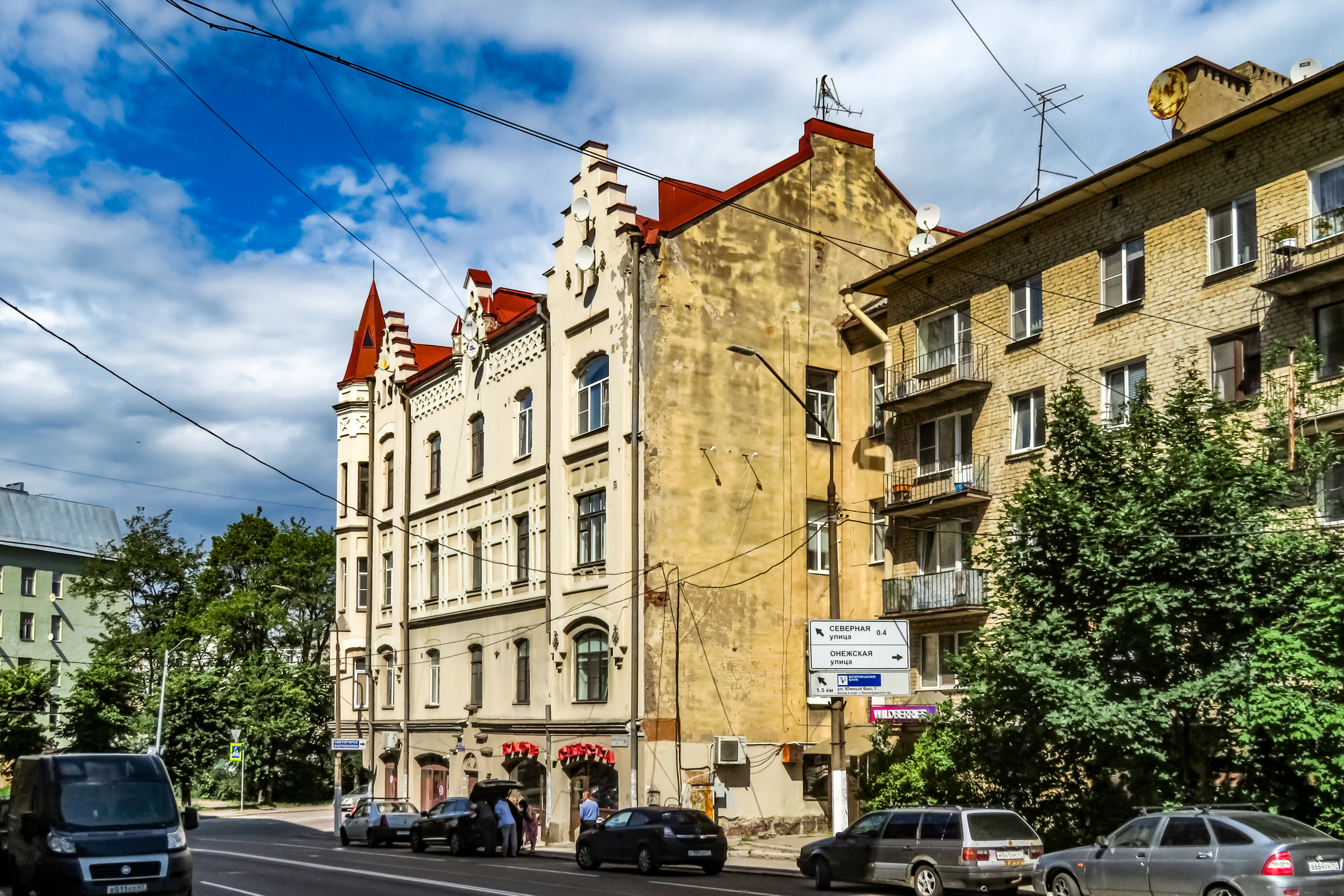
Вид со стороны Ленинградского шоссе
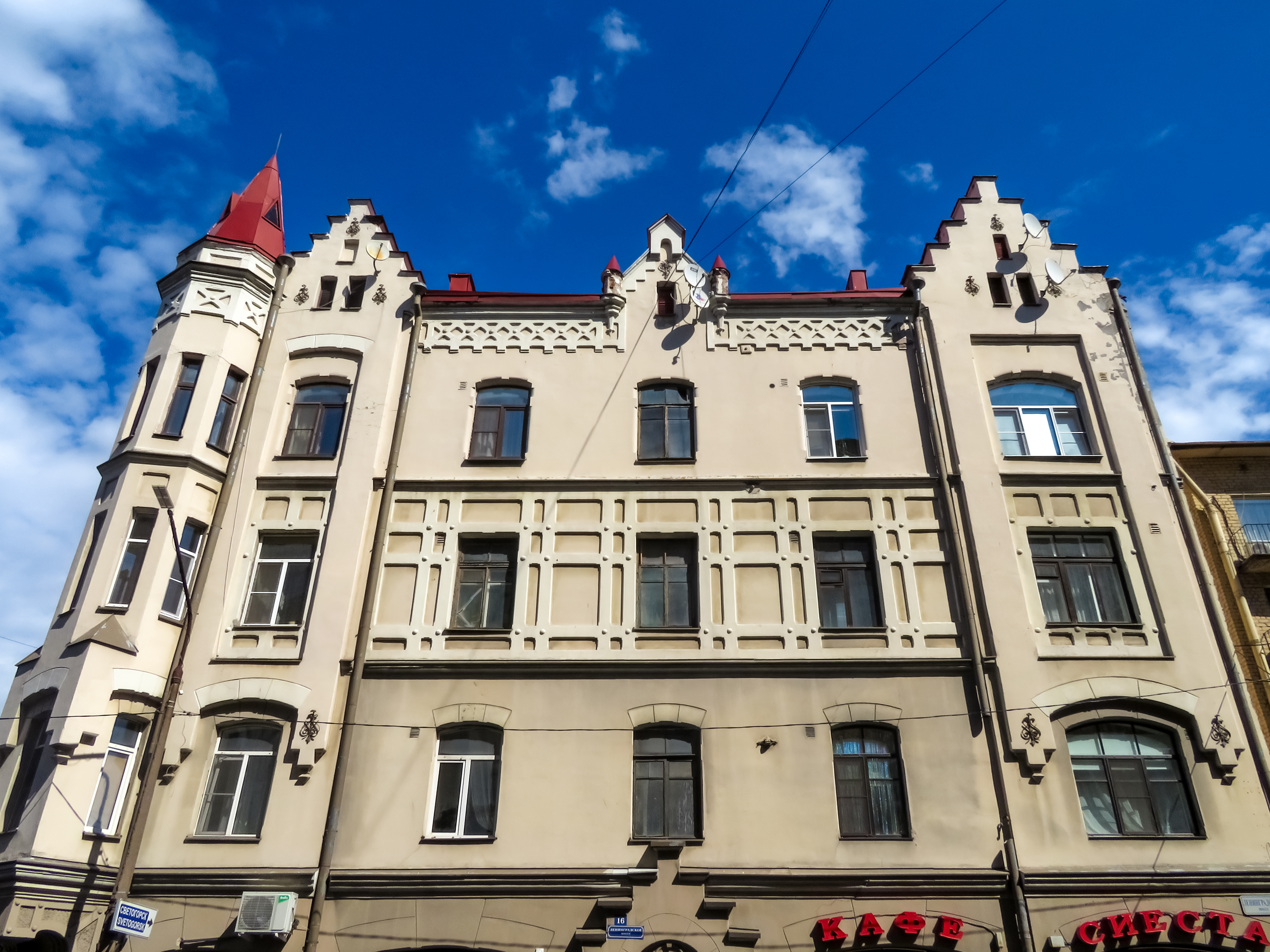
Верхние этажи
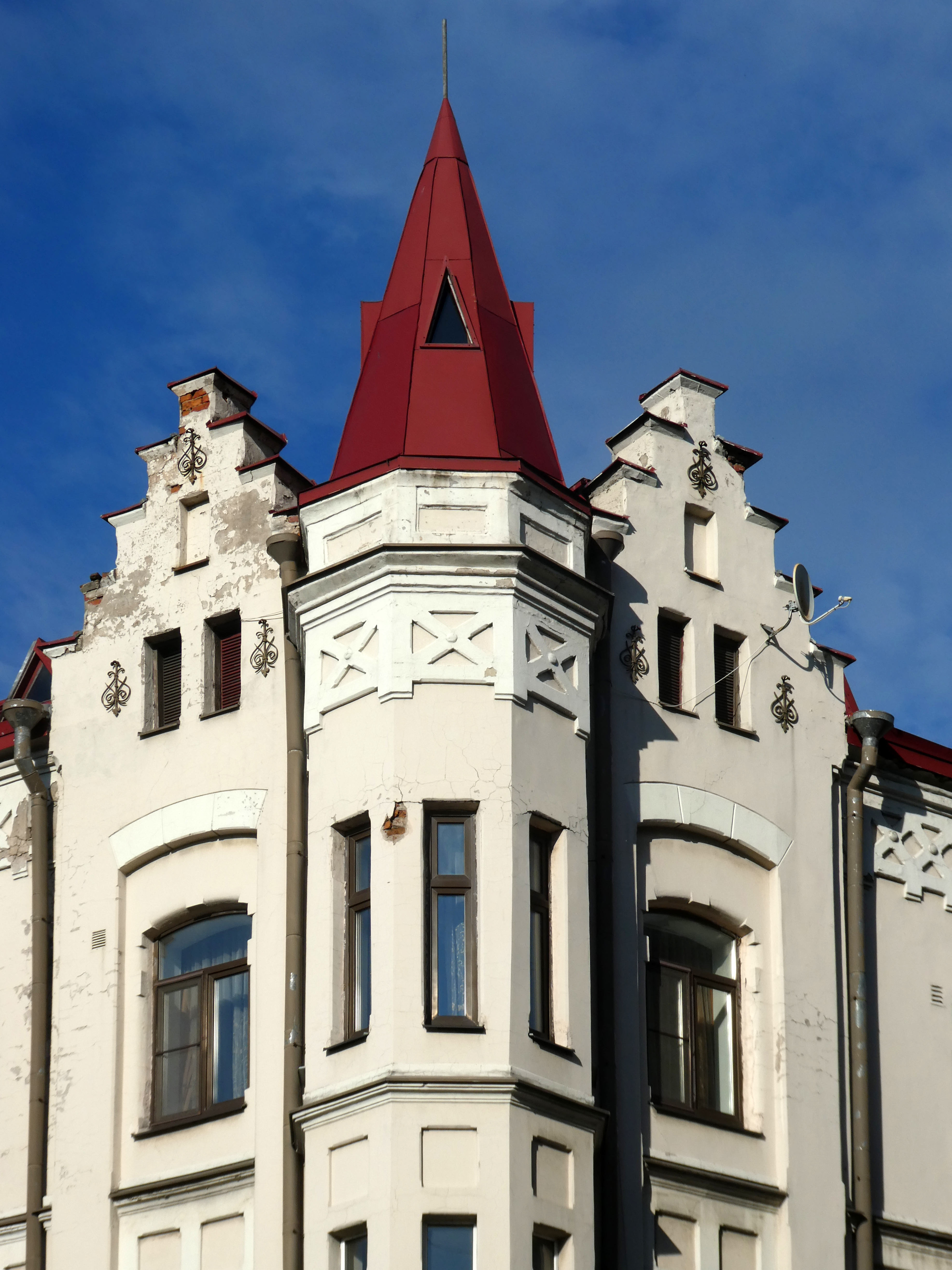
Верхняя часть углового эркера с башенкой
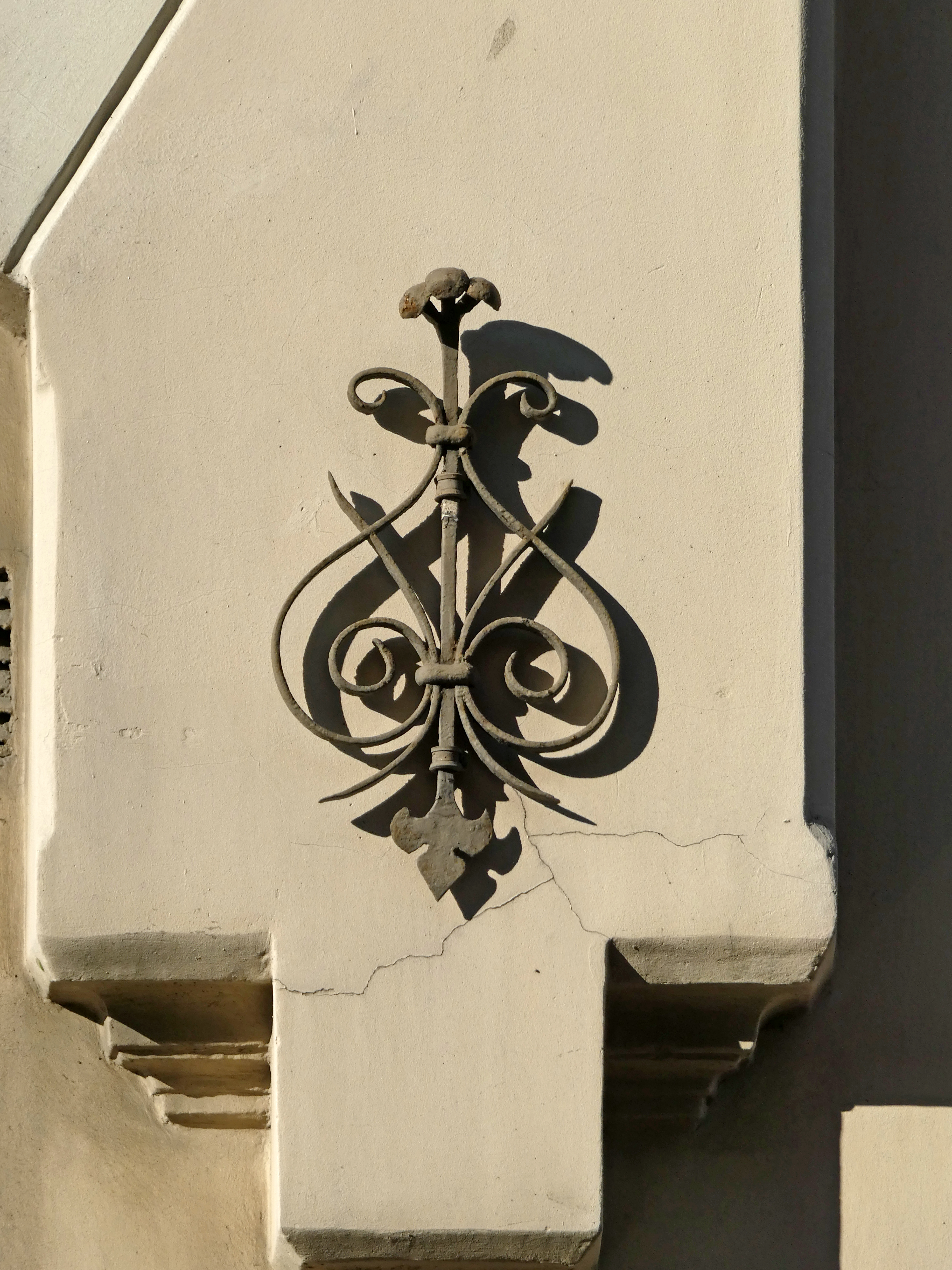
Декоративный анкер на фасаде